# Kabulfloden

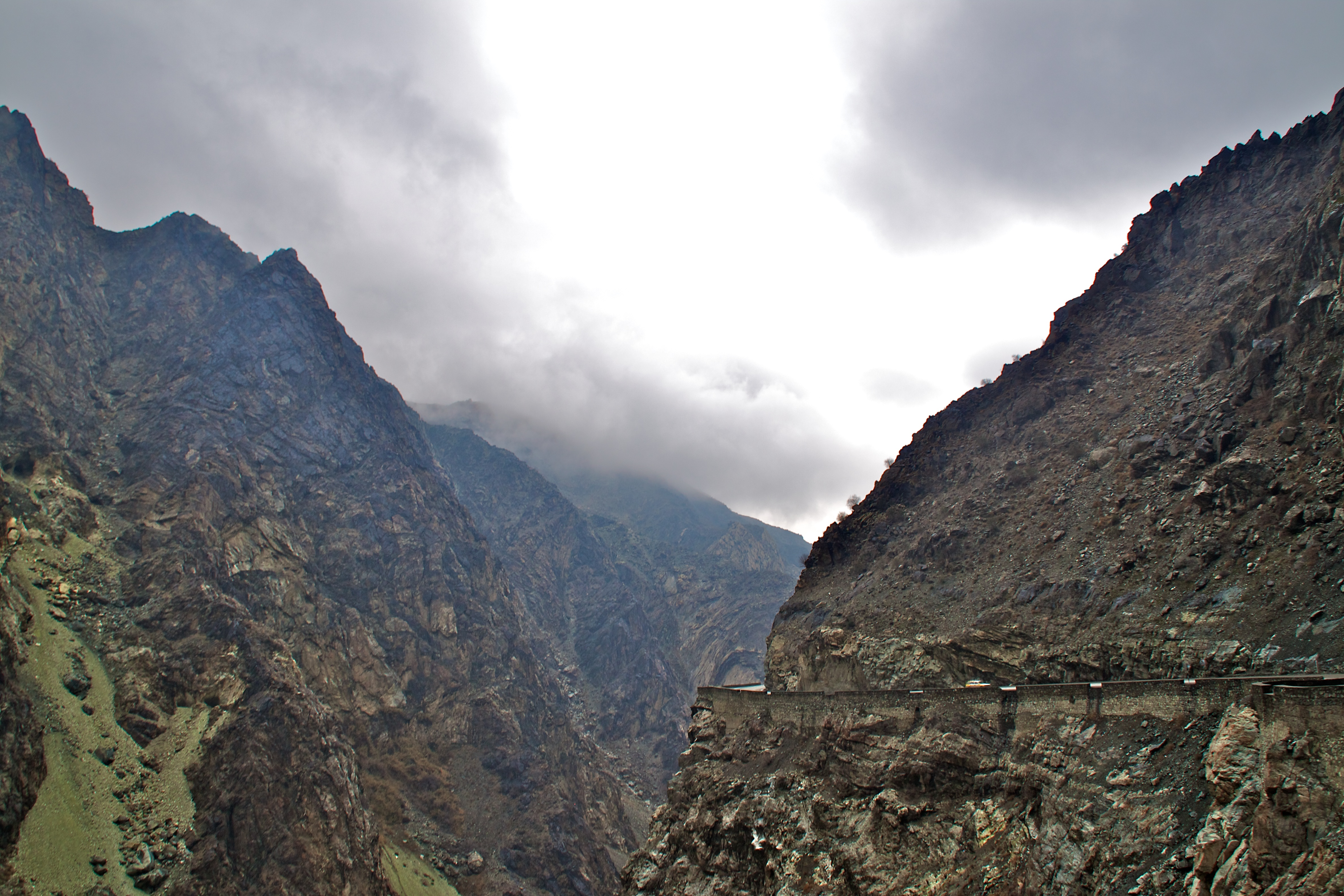
Kabulflodens klyfta i Afghanistan, nära pakistanska gränsen

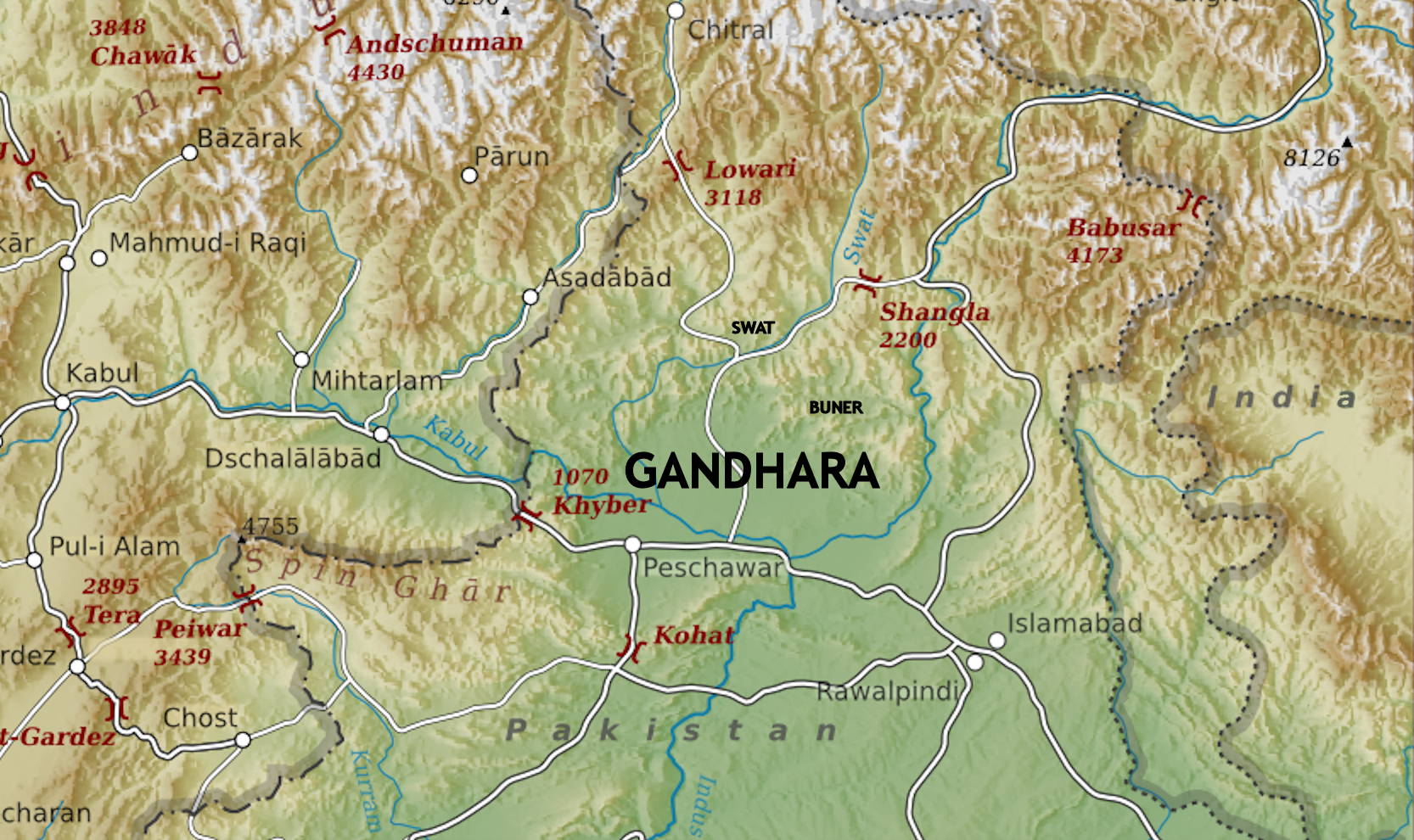
Kabulfloden passerar gränsen mellan Afghanistan och Pakistan strax norr om Khyberpasset

Kabulfloden är en flod i Afghanistan och Pakistan. Den rinner upp i den östra delen av Hindukush, rinner genom Kabul och genom en djup klyfta till Pakistan där den förenar sig med Indus. Kabulfloden och dess bifloder är det enda av Afghanistans flodsystem som rinner ut i havet. 